# Cantonul Champlitte
Cantonul Champlitte este un canton din arondismentul Vesoul, departamentul Haute-Saône, regiunea Franche-Comté, Franța.

## Comune
| Comune                | Populație (1999) | Cod poștal | Cod INSEE |
| --------------------- | ---------------- | ---------- | --------- |
| Argillières           | 78               | 70600      | 70027     |
| Champlitte            | 1 828            | 70600      | 70122     |
| Courtesoult-et-Gatey  | 72               | 70600      | 70183     |
| Fouvent-Saint-Andoche | 258              | 70600      | 70247     |
| Framont               | 200              | 70600      | 70252     |
| Larret                | 65               | 70600      | 70297     |
| Percey-le-Grand       | 97               | 70600      | 70406     |
| Pierrecourt           | 134              | 70600      | 70409     |